# Metacirolana halia
Metacirolana halia är en kräftdjursart som beskrevs av Brian Frederick Kensley1984. Metacirolana halia ingår i släktet Metacirolana och familjen Cirolanidae. Inga underarter finns listade i Catalogue of Life.